# Батыров, Абдулхаким Карамутдинович
Абдулхаким Карамутдинович Батыров (11 марта 1992, Параул, Дагестан, Россия) — российский боксёр, призёр чемпионата России. Мастер спорта России.

## Спортивная карьера
Воспитанник ФСО «Россия». Занимается под руководством М. Гасанова и К. Курбанова. В 2011 году в Махачкале на международном турнир по боксу памяти Магомеда-Салама Умаханова завоевал бронзовую медаль. В 2013 году стал победителем молодёжного первенства Республики Дагестан. На чемпионате России 2014 года в Ростове-на-Дону завоевал бронзовую медаль. В 2017 году на чемпионате СКФО занял первое место. 

## Достижения
- Чемпионат России по боксу 2014 —